# Mauser
Гебрюдер Маузер (нем. Gebrüder Mauser) — немецкая компания, основанная братьями Петером-Паулем и Вильгельмом Маузерами для производства стрелкового оружия (преимущественно винтовок).

## История

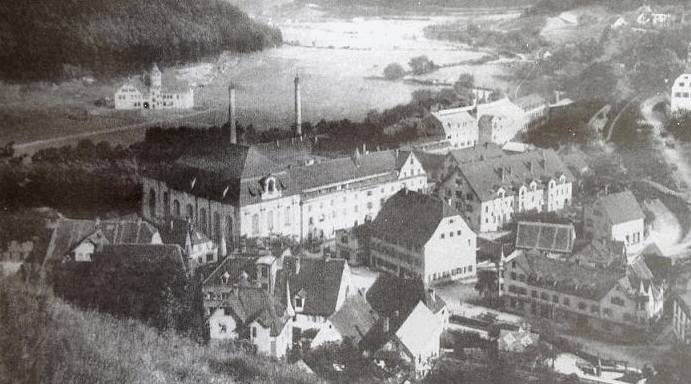
Комплекс зданий компании Маузер в Оберндорфе-на-Неккаре в 1910 году

Оружейный завод в Оберндорфе-на-Неккаре, расположенном в 80 км к юго-западу от Штутгарта, был основан в 1811 году указом короля Вюртемберга Фридриха I.
Отец Петера Пауля и Вильгельма — Франц Андреас Маузер — большую часть жизни проработал на Королевском оружейном заводе в Оберндорфе-на-Неккаре. Петер Пауль Маузер начал свою работу на этом заводе в 12 лет и работал, пока в возрасте 19 лет не был призван в армию.
23 декабря 1872 года братья Петер Пауль и Вильгельм Маузер создали фирму Gebrüder Wilhelm und Paul Mauser.
В 1872 году братья Маузер купили у правительства Вюртемберга Королевский оружейный завод в Оберндорфе-на-Неккаре за 200 000 южно-германских гульденов (иногда именуемых «флоринами»).
В 1874 году — после преобразования — фирма стала именоваться Gebrüder Mauser und Cie («Братья Маузер и Компания»).
В 1922 году фирма преобразована в Waffenfabrik Mauser AG (акционерное общество Оружейный завод Маузер).
Впоследствии акционерному обществу Waffenfabrik Mauser также принадлежал оружейный завод в Борзигвальде, пригороде Берлина (Mauser AG Borsigwalde).
Завод Маузер в Оберндорфе-на-Неккаре разрушен авиацией союзников в 1945 году.
После Второй мировой войны инженерами компании Маузер в Оберндорфе-на-Неккаре была основана компания «Хеклер и Кох».

## Продукция

### Винтовки до 1945 года

#### Gewehr 71
В 1871 году братья Маузер создают однозарядную винтовку под 11-мм патрон, продемонстрированную в Прусской Королевской стрелковой школе в Шпандау, и она принимается на вооружение как Gewehr 1871.

#### Mauser 1889 «Бельгийский Маузер»
Первая винтовка фирмы Mauser M1889, изначально спроектированная под патрон уменьшенного калибра (7,65×53 мм) с бездымным порохом. Принята на вооружении в Бельгии, где и производилась. В следующем, 1890 году, принята на вооружении в Турции, причём винтовки для турецкой армии производились в Германии, на заводах Ludwig Loewe & Company и Mauser. Далее, в 1891 году, эта же модель принимается на вооружении в Аргентине. Поставки осуществлялись заводом Ludwig Loewe, и, также DWM. Такие же винтовки поставлялись в Перу, Эквадор и Колумбию.

#### Mauser 1894 и 1895
В 1894 году создана магазинная винтовка, в дальнейшем принятая на вооружение во многих странах мира (но не в Германии). Существовала модификация 1895 года. Винтовка модели 1894 года экспортировалась в Бразилию и Швецию.
Винтовка модели 1895 года под патрон 7×57 мм экспортировалась в Мексику, Чили, Уругвай, Китай, Иран и в бурские Южно-Африканские республики — Республику Трансвааль и Оранжевое Свободное государство.
В романе Луи Буссенара «Капитан Сорви-голова» (1901 год), описывающем события Второй англо-бурской войны 1899—1902 годов много раз упоминаются винтовки Маузер — по всей видимости имеется в виду именно модель 1895 года.

#### Mauser M96 «Шведский Маузер»
В 1896 году создана магазинная винтовка под патрон 6,5×55 мм, предназначенная для экспорта в Швецию, впоследствии получившая известность под неофициальным названием Шведский Маузер.

#### Mauser 98
Mauser Gewehr 98 (Маузер 98; Mauser 98, G98 или Gew.98) — созданная в 1898 году винтовка, принятая на вооружение объединённой германской армией вплоть до конца Второй мировой войны и получившая репутацию простого и надёжного оружия. По некоторым подсчётам в мире выпущено около 100 миллионов винтовок, которые можно считать разновидностями Mauser 98.

#### Mauser 98k
Винтовка принята на вооружение в 1935 году как Karabiner 98k (также Kar98k или K98k, то есть официально называлась «карабинер (способ крепления ремня) 98k»). В большинстве современных источников именуется Mauser 98k. Является модификацией винтовки Mauser 98.

#### Volkssturmkarabiner 98 (VK.98)
В дословном переводе с немецкого — «карабин фольксштурма». Является сильно упрощённой версией винтовки Mauser 98k.
Volkssturmkarabiner 98 выпускался в конце Второй мировой войны, как в однозарядном, так и в магазином варианте.
В конце Второй мировой войны другими немецкими производителями выпускались карабины Volkssturmkarabiner 1 (VK.1) и Volkssturmkarabiner 2 (VK.2), которые, несмотря на схожесть названий, имеют существенные отличия от Volkssturmkarabiner 98.

#### Mauser T-Gewehr — 1918 г.
Mauser T-Gewehr — первое в истории противотанковое ружьё, разработанное в 1918 году. Использовался патрон 13,25×92 мм SR. До конца Первой мировой войны применялось Германской армией на Западном фронте, а после войны состояло на вооружении некоторых европейских стран.

#### Gewehr 41 (Mauser)
Gewehr 41 (Mauser), она же G-41(M) — экспериментальная самозарядная винтовка под патрон 7,92×57 мм.
В 1940 году управлением вооружений сухопутных сил Германии были выдвинуты требования на новую самозарядную винтовку для вермахта. В конце 1941 года в части вермахта для войсковых испытаний начали поступать самозарядные винтовки двух типов: разработанная компанией Mauser винтовка G-41(M) и разработанная компанией Walther винтовка G-41(W). Общий выпуск винтовок G41(M) составил около 15 000 штук. В 1942 году, по итогам войсковых испытаний, на вооружение была принята винтовка G-41(W) системы Вальтера (часто именуется просто Gewehr 41 или G-41).

#### Sturmgewehr 45 (StG 45(M))
В 1944 году компания разработала «штурмовую винтовку» под промежуточный патрон 7,92×33 мм. В России и СССР оружие данного типа (автоматическая винтовка под промежуточный патрон) принято называть «автомат». Sturmgewehr 45 не была запущена в серийное производство в связи с разрушением в 1945 году авиацией союзников завода Маузер в Оберндорфе-на-Неккаре и окончанием Второй мировой войны. Впоследствии Sturmgewehr 45 послужила прототипом винтовки Heckler & Koch G3.

### Винтовки после 1945 года

#### Mauser SP66
Mauser SP66 — снайперская винтовка, разработанная в 1976 году на основе спортивной винтовки М66 Супер Матч.

#### Mauser 86 SR
Mauser 86 SR — полицейская снайперская винтовка, разработанная для замены Mauser SP66. Отличиями от предшественника стали: модифицированная ложа из фибергласа или ламинированной фанеры, оснащённая регулируемым затыльником и гребнем приклада, отъёмный магазин на 9 патронов вместо постоянного на 3 и новая затворная группа.

#### Mauser SR 93
Mauser SR 93 — снайперская винтовка, разработанная в начале 1990-х годов. Выпускается под патроны калибра 7,62×51 mm NATO (.308Win), .300 Winchester Magnum, .338 Lapua Magnum . Технически представляет собой 5 зарядную винтовку с продольно-скользящим поворотным затвором. Подача патронов при стрельбе производится из отъемных коробчатых магазинов ёмкостью 5 патронов.

#### Mauser M 98
Современная охотничья винтовка. Конструктивно близка к Mauser 98/Mauser 98k (отличается формой и материалом ложи, креплением под оптический прицел, внешней отделкой). Производится с 1999 года по настоящее время (2011 год).

#### Mauser M 03
Современная охотничья винтовка.

### Пистолеты и револьверы

#### Револьвер «Зиг-Заг»
В 1878 году разработан револьвер «Зиг-Заг». Существуют модификации 1886 г. и 1896 г.

#### Пистолет Mauser C96
В 1896 году компания разработала самозарядный пистолет модели Mauser C96, ставший, благодаря кино и литературе, неотъемлемой частью образа чекиста или комиссара эпохи гражданской войны в России.

#### Пистолет Mauser М1910
Самозарядный пистолет под патрон 6,35×15 мм Браунинг.

#### Пистолет Mauser М1914
Самозарядный пистолет под патрон 7,65×17 мм, модификация пистолета Mauser M1910.

#### Пистолет Mauser М1934
Модификация пистолета Mauser M1910.

#### Пистолет Mauser HSc — 1935 г.
Самозарядный пистолет, принят на вооружение Вермахта в 1941 году.

#### Пистолет Mauser V.7082 (Volkspistole) — 1944 г.
Создан как дешёвый и простой в производстве пистолет для вооружения фольксштурма. Имеет некоторое конструктивное сходство с Mauser HSc.

#### Пистолет-пулемёт MP-3008 — 1945 г.
Пистолет-пулемёт, немецкая копия английского пистолета-пулемёта STEN (отличается вертикально расположенным магазином, использовался коробчатый двухрядный магазин от пистолета-пулемёта MP-40). Создан как дешёвый и простой в производстве пистолет-пулемёт для вооружения фольксштурма.

#### Пистолет-пулемёт Mauser MP-57
Пистолет-пулемёт, представленный в 1957 году. Выпущен всего в 25 экземплярах.

### Пулемёты

#### MG 18 TuF
Модификация пулемёта MG-08 под патрон 13,25×92 мм SR (данный патрон использовался в противотанковом ружье Mauser T-Gewehr). Пулемёт разработан компанией Mauser в 1918 году как средство борьбы с танками и самолётами (аббревиатура TuF расшифровывается как «Tank und Flieger», в переводе с немецкого «танк и самолёт»). В серийное производство запущен не был.

#### MG 81
Авиационный пулемёт под патрон 7,92 x 57 mm, разработан компанией Mauser в 1939 году.

#### MG 42
Единый пулемёт под патрон 7,92 x 57 mm, разработан компанией Metall und Lackierwarenfabrik Johannes Grossfuss AG в 1942 году. Выпускался несколькими производителями, в том числе компанией Mauser.

### Автоматические орудия

#### 2 cm FlaK 30/FlaK 38
Автоматическое зенитное орудие калибра 20 мм.

#### MG FF
Авиапушка калибра 20 мм.

#### MG 151
Авиапушка, выпускалась в вариантах калибра 15 мм (MG 151/15) и 20 мм (MG 151/20).

#### MG 213
Авиапушка, выпускалась в вариантах калибра 20 мм (MG 213) и 30 мм (MG 213C).

#### BK 27
Автоматическая пушка калибра 27 мм. Разработана в 1976 году . На сегодня её носителем является истребитель "Тайфун Еврофайтер" , принятый на вооружение Бундесвера в 2003 году .
Существуют корабельные модификации данной пушки — СMN 27 GS и MLG 27.

#### MK 30
Автоматическая пушка калибра 30 мм. Разработана в начале 1980-х годов.

## Обозначение производителя на продукции 1934—1945 годов
С 1934 года по 1945 год на стрелковом оружии Германии наименования производителей не указывались — указывались только коды заводов — производителей оружия по классификации управления вооружений сухопутных сил. При этом на экспортном оружии (в том числе конструктивно идентичном производимому для внутренних нужд Германии) указывались традиционные наименования производителей.
Продукции компании Маузер соответствуют следующие коды:

### завод в Оберндорфе-на-Неккаре
WaA63 S/42 (1935—1938 годы)
WaA63 42 (1938—1939 годы)
WaA108 S/42 (1935 год)
WaA135 S/42 (1935 год)
WaA135 byf (1941—1945 годы)
WaA211 S/42 (1935 год)
WaA241 S/42 (1935 год)
WaA655 42 (1938—1941 годы)

### завод в Борзигвальде, пригородеБерлина
WaA26 S/243 (1938 год)
WaA26 243 (1938—1940 годы)
WaA26 ar (1941—1944 годы)
WaA49
WaA211
WaA217 S/243 (1935—1937 годы)
WaA280 S/243 (1938 год)
WaA280 243 (1938 год)